# SpaceX CRS-17
SpaceX CRS-17, також відома як SpX-17 — сімнадцята місія вантажного космічного корабля Dragon до Міжнародної космічної станції, яку було запущено 4 травня; вона тривала до 4 червня 2019 року. Політ ракети-носія компанії SpaceX здійснювався в рамках контракту Commercial Resupply Services з компанією НАСА.
Повторний політ корабля, який раніше застосовували в рамках місії SpaceX CRS-12.

## Історія програми
У лютому 2016 року НАСА і компанія SpaceX підписали додаток до контракту на п'ять додаткових місії CRS (від SpaceX CRS-16 до CRS-20), в рамках якого буде здійснено запуск SpaceX CRS-17. У червні 2016 року було повідомлено про запланований запуск у жовтні 2018, проте згодом він був перенесений на 1 лютого 2019 року, потім — на середину березня, потім — на 25 квітня та 29 квітня. Останні відкладення старту були пов'язані із неполадками системи живлення крана-маніпулятора Канадарм2 на МКС. Спробу запуску 3 травня 2019 року було перервано через технічні проблеми на посадочній платформі та витік гелію в наземному обладнанні стартового комплексу..

## Запуск та політ
Запуск здійснено 4 травня 2019 року о 6:48 (UTC) зі стартового майданчика SLC-40 на Базі ВПС США на мисі Канаверал.
Зближення відбувалося за дводобовою схемою. 6 травня об 11:01 (UTC) бортінженер МКС-59 канадський астронавт Давид Сен-Жак за підтримки астронавтів НАСА Тайлера Хейг та Крістіни Кох здійснив захоплення вантажівки за допомогою крана-маніпулятора Канадарм2. Стикування здійснено до модуля Гармоні. Корабель був пристикованим до МКС протягом місяця.
3 червня о 16:01 (UTC) корабель відстикувався від МКС. О 6:48 UTC 4 червня він успішно приводнився в заданому районі Тихого океану.

## Корисне навантаження
Корабель доставив до МКС 2482 кг вантажу.
У герметичному відсіці доставлено 1517 кг (з урахуванням упаковки), у тому числі:
- продукти харчування та речі для екіпажу — 338 кг,
- матераіли для наукових досліджень — 726 кг,
- обладнання для виходу у відкритий космос — 10 кг,
- обладнання і деталі станції — 357 кг,
- комп'ютери та комплектуючі — 75 кг,
- російський вантаж — 11 кг.

У негерметичному контейнері до МКС було доставлено вантаж загальною масою 965 кг:
- OCO-3 (Orbiting Carbon Observatory-3) — інструмент для глобального вимірювання рівня концентрації вуглекислого газу в атмосфері та вимірювання цього рівня протягом дня; буде розміщено на зовнішній експериментальній платформі японського модуля Кібо.
- STP-H6 (Space Test Program-Houston 6) — демонстрація технології комунікації за допомогою модульованих рентгенівських променів.

Під час повернення корабель доставив на Землю понад 1,9 тонн вантажу, зокрема, результати наукових експериментів.